# Pteropus molossinus
Pteropus molossinus là một loài động vật có vú trong họ Dơi quạ, bộ Dơi. Loài này được Temminck mô tả năm 1853.

## Hình ảnh